# Feliciano de la Vega Padilla
Feliciano de la Vega Padilla (1582 - dezembro de 1640) foi um prelado católico romano que serviu como arcebispo do México de 1638 a 1640, bispo de La Paz de 1633 a 1638 e bispo de Popayán de 1631 a 1633.

## Biografia
Filho de Francisco de la Vega e Feliciana de Padilla, nasceu em Lima, descendente de uma família de juristas e soldados. Estudou no Colégio Real de São Felipe e São Marcos, na capital do vice-reinado. Na Universidade de San Marcos formou-se em Cânones em 1599, administrando sua cátedra de Direito até 1620 e posteriormente a de Sagrados Cânones.
Foi também seu reitor nos anos de 1610, 1616, 1621 e 1622, e dotado de uma cátedra de Gramática e outra de Teologia Moral. Ao longo da sua carreira acadêmica formou-se jurista e canonista, sendo autor do volume Relecciones Canonónicas, publicado em 1633, e também do tratado De Censuris e o comentário à lei Quandiu, de adquirenda haereditate.
Feliciano foi o primeiro cônego penitenciário da Catedral de Lima e obteve canonismo e dignidade doutoral. Atuou como consultor de prelados, ouvintes e do Santo Ofício; foi comissário subdelegado da Santa Cruzada, visitador eclesiástico, provisor e vigário geral junto aos arcebispos de Lima, Bartolomeu Lobo Guerrero e Hernando Arias de Ugarte.
Em 10 de fevereiro de 1631, Feliciano de la Vega Padilla foi selecionado pelo Rei da Espanha e confirmado pelo Papa Urbano VIII como Bispo de Popayán. Recebeu a ordenação episcopal em 21 de dezembro de 1631, através de Dom Hernando de Arias y Ugarte, Arcebispo de Lima. Em 5 de setembro de 1633, foi escolhido pelo Rei da Espanha e confirmado pelo Papa Urbano VIII como Bispo de La Paz, enquanto em 13 de setembro de 1638, foi promovido a Arcebispo do México.
Dom Feliciano de la Vega foi o primeiro criollo elevado a essa dignidade no México, mas faleceu pouco após desembarcar e adoecer, durante a viagem entre Acapulco e Mazatlan. Seu corpo foi levado para Titla, onde permaneceu sepultado por quase dois anos, antes de ser transferido para a Catedral do México.

Enquanto bispo, foi o consagrador principal de Diego de Zambrana de Villalobos y Cordero, bispo de Concepción (1636); e principal co-consagrador de Pedro de Villagómez Vivanco, Bispo de Arequipa (1633).